# Теорема Белого
Теорема Белого — фундаментальное утверждение в алгебраической геометрии: любая неособая алгебраическая кривая {\displaystyle C}, определённая алгебраическими коэффициентами, представляет компактную риманову поверхность, которая является разветвлённым покрытием сферы Римана с ветвлением лишь в трёх точках. Установлена Геннадием Белым в 1979 году; результат оказался неожиданным, и в связи с ним Гротендиком было создано новое направление в алгебраической геометрии — теория детских рисунков, описывающая с помощью комбинаторики неособые алгебраические кривые над алгебраическими числами.
Из теоремы следует, что рассматриваемая риманова поверхность может пониматься как {\displaystyle H/\Gamma }, где {\displaystyle H} — верхняя полуплоскость, а {\displaystyle \Gamma } — подгруппа с конечным индексом в модулярной группе, компактифицированная путём добавления каспов. Поскольку модулярная группа имеет неконгруэнтные подгруппы, отсюда не вытекает, что любая такая кривая является модулярной кривой.
Функция Белого — голоморфное отображение из компактной римановой поверхности {\displaystyle S} в комплексную проективную прямую {\displaystyle P^{1}\mathbb {C} }, разветвляющееся лишь над тремя точками, которые после преобразования Мёбиуса могут считаться точками {\displaystyle \{0,1,\infty \}}. Функции Белого можно описать комбинаторно с помощью детских рисунков. При этом функции Белого и детские рисунки встречаются в работах Феликса Клейна 1879 года, где применены для изучения 11-кратного накрытия комплексной проективной прямой с группой монодромии PSL(2,11).
Теорема Белого является теоремой существования функций Белого и активно используется в исследованиях по обратной задаче Галуа.